# John Nilsson (Fußballspieler)
John Oskar Emanuel Nilsson (* 27. April 1908 in Örgryte, heute Göteborg; † 1. Dezember 1987 in Göteborg) war ein schwedischer Fußballspieler. Der aufgrund seiner Körpergröße unter dem Spitznamen „Long-John“ bekannte Stürmer, der zweimal für die schwedische Nationalmannschaft spielte, gewann 1931 den schwedischen Meistertitel und wurde im selben Jahr Torschützenkönig der Allsvenskan.

## Werdegang
Nilsson begann mit dem Fußballspielen bei IK Virgo. Vor der Erstliga-Spielzeit 1929/30 wechselte er zu GAIS in die Allsvenskan. In seinem ersten Jahr kam er zu zwei Ligaeinsätzen, in denen er ohne Torerfolg blieb. In der folgenden Spielzeit lief er in allen 22 Ligaspielen auf und trug mit 26 Saisontoren zum Gewinn des Von-Rosens-Pokals für den schwedischen Meistertitel bei. Damit krönte er sich zudem zum Torschützenkönig der Allsvenskan. Auch in den beiden folgenden Jahren glänzte er an der Seite von Spielern wie Rune Wenzel, Folke Lind und Ragnar Gustavsson als regelmäßiger Torschütze und war zweimal bester vereinsinterner Torschütze mit 14 respektive 19 Saisontoren. Damit spielte er sich in den Kreis der schwedischen Nationalmannschaft, in der er am 17. Juli 1932 im Rahmen der 3:4-Niederlage gegen die österreichische Nationalmannschaft debütierte. Mit zwei Toren krönte er seinen Premiereneinsatz, denen vier weitere Tore bei seinem zweiten und letzten Nationalmannschaftseinsatz anlässlich des 8:1-Erfolges über Litauen am 25. September des Jahres folgten.
Im Frühjahr 1934 wechselte Nilsson zum unterklassigen Klub IFK Östersund. Ein halbes Jahr später kehrte er in die Allsvenskan zurück und schloss sich dem seinerzeit noch Stockholmer Klub AIK an. Dort beerbte er den Mittelstürmer Per Kaufeldt, der seine Karriere beendet hatte. In den folgenden zwei Jahren erzielte er 18 Tore in 31 Erstliga-Spielen für seinen neuen Klub.
1936 kehrte Nilsson zu GAIS zurück. Für seinen alten Klub lief er in fünf weiteren Spielen in der Allsvenskan auf und erzielte dabei ein Tor. Kurze Zeit später zog er zum unterklassig antretenden Verein Sibbhults IF weiter, wo er seine Karriere ausklingen ließ.
Nilsson arbeitete im Göteborger Hafen.